# Ле-Бени-Бокаж
Ле-Бени́-Бока́ж (фр. Le Bény-Bocage) — коммуна во Франции, находится в регионе Нижняя Нормандия. Департамент коммуны — Кальвадос. Входит в состав кантона Ле-Бени-Бокаж. Округ коммуны — Вир.
Код INSEE коммуны — 14061.

## Население
Население коммуны на 2010 год составляло 1033 человека.
| 1962 | 1968 | 1975 | 1982 | 1990 | 1999 | 2010 |
| ---- | ---- | ---- | ---- | ---- | ---- | ---- |
| 668  | 640  | 635  | 774  | 846  | 938  | 1033 |

## Экономика
В 2010 году среди 583 человек трудоспособного возраста (15—64 лет) 429 были экономически активными, 154 — неактивными (показатель активности — 73,6 %, в 1999 году было 70,3 %). Из 429 активных жителей работали 396 человек (211 мужчин и 185 женщин), безработных было 33 (17 мужчин и 16 женщин). Среди 154 неактивных 52 человека были учениками или студентами, 74 — пенсионерами, 28 были неактивными по другим причинам.